# Como 1907
Como 1907 ist ein 1907 gegründeter italienischer Fußballverein aus der lombardischen Stadt Como. Die Vereinsfarben sind Blau und Weiß. Als Stadion dient dem Verein das Stadio Giuseppe Sinigaglia, es bietet Platz für 13.602 Zuschauer. Der Spitzname der Mannschaft lautet Lariani, abgeleitet vom lateinischen Namen (Lacus Larius) des Comer Sees. Lario/Lariani ist in der Region um Como geläufig für alles, was zur Gegend um den Comer See gehört.

## Geschichte

### Anfänge
Der Verein wurde am 25. Mai 1907 unter dem Namen Como Foot-Ball Club in der Bar Taroni in Como gegründet. Die Bar war auch erster Vereinssitz. Die ersten Begegnungen waren Freundschaftsspiele mit Mannschaften aus der Umgebung von Mailand und aus der Schweiz.
Am 1. Oktober 1911 wurde das erste Spielfeld mit einem „internationalen“ Turnier eingeweiht. Como gewann gegen die US Milanese mit 8:0 und gegen die AC Bellinzona mit 3:1. Das Feld lag in der Via dei Mille mitten in der Stadt Como und existiert heute nicht mehr.
1912 fusionierte der Como Foot-Ball Club mit dem Studentensportverein Minerva, im Jahr 1927 mit L’Esperia. Der Klub trug fortan den Namen Associazione Calcio Comense.

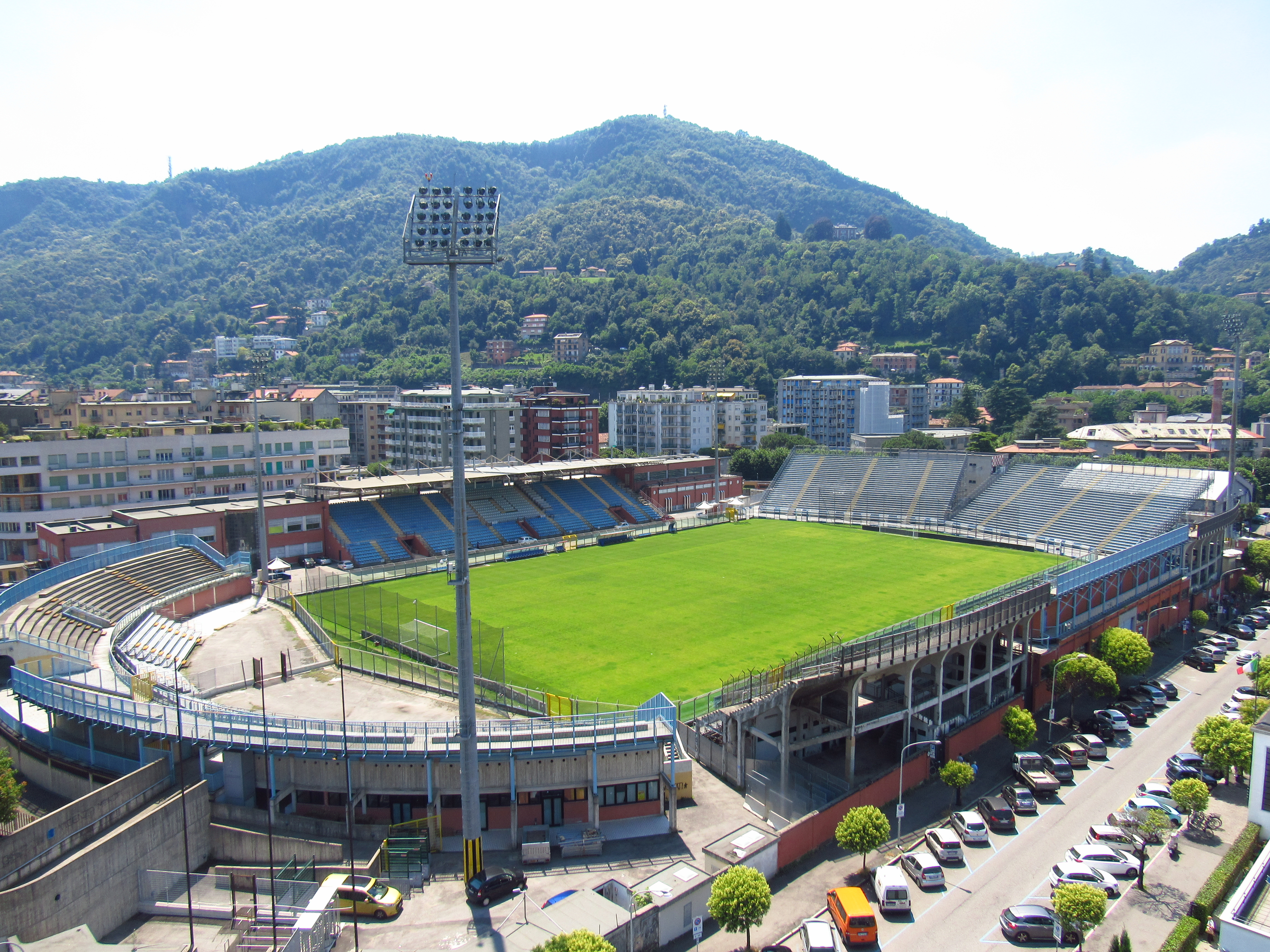
Stadio Giuseppe Sinigaglia

Ebenfalls 1927 wurde das Stadio Giuseppe Sinigaglia, das noch heute die Spielstätte des Vereins ist, eingeweiht. Das Eröffnungsturnier hieß Coppa „Alessandro Volta“ und Como gewann. Im Halbfinale setzte man sich gegen Inter Mailand mit dem damals 17-jährigen Giuseppe Meazza mit 3:0 durch. Im Finale gewann Como gegen den CFC Genua mit den damaligen Stars Giovanni De Prà, Renzo De Vecchi und Virgilio Felice Levratto mit 1:0.
1936 wurde der Verein in Associazione Sportiva Como, 1938 nach der Fusion mit der AS Ardita aus Rebbio in Sportiva Como umbenannt, gefolgt von Assocazione Calcio Como.
Nach dem erstmaligen Aufstieg in die Serie A zur Saison 1949/50 blieb Como vier Jahre lang in der höchsten italienischen Liga. Anschließend pendelte der Verein 20 Jahre lang zwischen der Serie B und der Serie C.

### 1970er Jahre
1970 umgewandelt in eine Aktiengesellschaft firmierte die Mannschaft unter Como Calcio S.p.A..
1975 kehrte Como wieder in die Serie A zurück, jedoch vermochte man sich hier nur eine Spielzeit zu halten. Nachdem man zwischenzeitlich in die Serie C1 abgestiegen war, schafften die Lariani 1978 zwei Aufstiege in Folge und kehrten somit wieder in die Serie A zurück. Diesmal gelang in der ersten Saison zwar der Ligaerhalt, jedoch stieg man in der zweiten erneut ab.

### 1980er Jahre
Der Verein kehrte 1984 ins Oberhaus zurück. In der Folge erlebte Como die bis dato erfolgreichste Zeit in der Vereinsgeschichte: man spielte fünf Spielzeiten in Folge in der Serie A. 1984/85 spielte Hansi Müller bei Como. Die Leistungen der Schlüsselspieler Dan Corneliusson und von Stefano Borgonovo brachten den Verein unter Roberto Clagluna bzw. Rino Marchesi 1985/86 auf den neunten Platz. Diesen Platz vermochte man in der Saison 1986/87 unter Trainer Emiliano Mondonico zu verteidigen. 1987 lagen die Stärken der Mannschaft vor allem im defensiven Bereich, wo Pasquale Bruno eine ausgezeichnete Meisterschaft spielte. Nach dem Hoch folgte aber rasch ein Tief, denn dem Abstieg in die Serie B folgte 1989/90 der Abstieg in die Serie C1.

### 1990er Jahre
In den 1990er Jahren spielte Como in der Serie C1 mit Ausnahme der Saison 1994/95, als man in der Serie B antrat.

### Seit 2000
2001 gelang unter dem Präsidenten Enrico Preziosi der Aufstieg in die Serie B, jedoch wurde dieser Erfolg von einem Zwischenfall überschattet. Bei der am 19. November 2000 ausgetragenen Partie zwischen Como und dem FC Modena versetzte der damalige Kapitän der Lariani Massimo Ferrigno dem Modena-Spieler Francesco Bertolotti nach dem Spiel einen Faustschlag. Francesco Bertolotti fiel daraufhin unglücklich und erlitt so starke Kopfverletzungen, dass er längere Zeit in Lebensgefahr schwebte. Massimo Ferrigno wurde aufgrund seiner Tätlichkeit für drei Jahre gesperrt.
In der folgenden Spielzeit gelang Como überraschend der Aufstieg in die Serie A. Großen Anteil an diesen Erfolgen hatte der damalige Trainer Loris Dominissini. Jedoch gelang es nicht, in der folgenden Serie-A-Saison an diesen Erfolg anzuknüpfen. Obwohl verschiedene erfahrene Spieler verpflichtet worden waren, belegte man am Saisonende mit Abstand den letzten Platz. Noch während der Saison war Dominissini durch Eugenio Fascetti ersetzt worden, der Como nicht vor dem Abstieg retten konnte.
In der folgenden Serie-B-Saison ging die Krise weiter und es folgte ein erneuter Abstieg in die Serie C1. Dieser doppelte Abstieg löste schwere Finanzprobleme aus und führte 2004 in den Konkurs der Aktiengesellschaft. Der Verein wurde neu gegründet und nahm als Calcio Como S.r.l. in der Serie D den Spielbetrieb wieder auf. Damit spielten die Lariani erstmals in der Geschichte des Vereins nicht mehr in einer Profi-Liga.
2015/16 wurde Como mit weitem Abstand Letzter der Serie B. Drei Trainer wurden beschäftigt und insgesamt 41 Spieler eingesetzt. 2016 erfolgte ein erneuter Bankrott, die Mannschaft wurde 2016/17 unter Führung des Insolvenzverwalters immerhin Siebter der Serie C, der untersten Profiklasse in Italien.
Der Verein wurde versteigert und erst im vierten Bieterwettbewerb von Akosua Puni Essien, der Ehefrau von Michael Essien, für 237.000 Euro erworben. Die Marke und das Trainingsgelände waren nicht im Umfang der Versteigerung enthalten. Nachdem die FIGC wegen Regelverstößen den FC Como nicht zum Spielbetrieb der Serie C 2017/18 zugelassen hatte, konnte die Gesellschaft weder Spielergehälter noch die Mitarbeiter bezahlen und auch die Kosten für das Trainingsgelände blieben offen. Erneut und noch im gleichen Jahr erfolgte der Bankrott. Die genannte Regel besagt, dass Nachfolgeorganisationen von bankrotten Fußballvereinigungen nicht sofort im Profifußball antreten dürfen.
2017/18 wurde der Fußballklub (eigentlich Società calcistica, also Fußballgesellschaft) zu Como 1907 S.r.l. und startete regelkonform in der Serie D. 2018/19 wurde Como 1907 mit Abstand Erster der Abschlusstabelle der Serie D und stieg wieder in den Profifußball auf. 2019 wurde Sent Entertainment Ltd. Eigentümer des Vereins. Hinter Sent stehen die indonesische Unternehmerfamilie bzw. die Brüder Budi und Michael Bambang Hartono, die in die Mannschaft und den Mitarbeiterstab investierten.
Die Serie-C-Saison 2019/20 beendete der Klub als 12. im Mittelfeld. Bis 3. Februar 2021 war Michael Gandler Vorstand, Dennis Wise, ehemaliger Spieler und Trainer in der englischen Premier League, wurde zunächst als externer Berater verpflichtet und ist aktuell gemeinsam mit Carlalberto Ludi CEO von Como 1907.
Como 1907 gelang schon im April 2021 der vorzeitige Aufstieg in die Serie B zur Saison 2021/22. Der Verein trat damit in der folgenden Saison in der zweithöchsten italienischen Spielklasse an. Es war der zweite Aufstieg in drei Jahren.
Überregionale Aufmerksamkeit erlangte der Verein zuletzt im Sommer 2022, als sich Welt- und Europameister Cesc Fàbregas den Lombarden anschloss. Nach einer Saison mit 17 Einsätzen und zwei Assists beendete Fàbregas seine Karriere und startete seine Trainerlaufbahn im Jugendbereich des Vereins.

## Aktueller Kader
Stand: 28. Mai 2025
| Nr. |              | Position | Name                   |
| --- | ------------ | -------- | ---------------------- |
| 2   | Deutschland  | AB       | Marc Oliver Kempf      |
| 5   | Italien      | AB       | Edoardo Goldaniga      |
| 6   | Italien      | MF       | Alessio Iovine         |
| 7   | Brasilien    | ST       | Gabriel Strefezza      |
| 8   | England      | MF       | Dele Alli              |
| 9   | Italien      | ST       | Alessandro Gabrielloni |
| 10  | Italien      | ST       | Patrick Cutrone        |
| 11  | Griechenland | ST       | Anastasios Douvikas    |
| 12  | Italien      | TW       | Pierre Bolchini        |
| 13  | Italien      | AB       | Alberto Dossena        |
| 15  | Italien      | AB       | Fellipe Jack           |
| 16  | Gambia       | ST       | Alieu Fadera           |
| 18  | Spanien      | AB       | Alberto Moreno         |
| 19  | Frankreich   | MF       | Jonathan Ikoné         |
| 20  | Spanien      | MF       | Sergi Roberto          |
| 22  | Italien      | TW       | Mauro Vigorito         |
| 23  | Argentinien  | MF       | Máximo Perrone         |

| Nr. |             | Position | Name                  |
| --- | ----------- | -------- | --------------------- |
| 25  | Spanien     | TW       | Pepe Reina            |
| 26  | Deutschland | MF       | Yannik Engelhardt     |
| 27  | Osterreich  | MF       | Matthias Braunöder    |
| 28  | Kroatien    | AB       | Ivan Smolčić          |
| 30  | Frankreich  | TW       | Jean Butez            |
| 31  | Kosovo      | AB       | Mërgim Vojvoda        |
| 33  | Frankreich  | ST       | Lucas Da Cunha        |
| 38  | Senegal     | ST       | Assane Diao           |
| 41  | Spanien     | AB       | Álex Valle            |
| 44  | Irland      | MF       | Naj Razi              |
| 58  | Italien     | MF       | Giuseppe Mazzaglia    |
| 77  | Belgien     | AB       | Ignace Van der Brempt |
| 79  | Argentinien | MF       | Nico Paz              |
| 80  | Frankreich  | MF       | Maxence Caqueret      |
| 90  | Italien     | MF       | Simone Verdi          |
| 90  | Spanien     | ST       | Iván Azón             |

## Ehemalige Spieler
- Nicola Amoruso
- Enrico Annoni
- Nicolò Barella
- Accursio Bentivegna
- Stefano Borgonovo
- Pasquale Bruno
- Nicola Caccia
- Andrea Caracciolo
- Benito Carbone
- Pietro Carmignani
- Francesco Casagrande
- Dan Corneliusson
- Carlo Cudicini
- Renato Curi
- Lorenzo D’Anna
- Diego De Ascentis
- Roberto De Zerbi
- Dirceu
- Cesc Fabregas
- Daniel Fonseca
- Andrea Fortunato
- Annibale Frossi
- Luca Fusi
- Roberto Galia
- Giuliano Giuliani
- Aristide Guarneri
- Giuseppe Iachini
- Giovanni Invernizzi
- Stefano Maccoppi
- Moreno Mannini
- Emiliano Mascetti
- Gianfranco Matteoli
- Gigi Meroni
- Hans-Dieter Mirnegg
- Hansi Müller
- Vedin Musić
- Davide Olivares
- Luis Oliveira
- Michele Padovano
- Felice Piccolo
- Ercole Rabitti
- Massimo Rastelli
- Anselmo Robbiati
- Tommaso Rocchi
- Paolo Rossi
- Luigi Sala
- Gaetano Salvemini
- Fabiano Santacroce
- Luca Saudati
- Aldo Serena
- Marco Simone
- Massimo Taibi
- Marco Tardelli
- Antonio Tempestilli
- Villiam Vecchi
- Pietro Vierchowod
- Corrado Viciani
- Giovanni Viola
- Gianluca Zambrotta

## Ehemalige Trainer
- Osvaldo Bagnoli
- Giuseppe Baldini
- Adolfo Baloncieri
- Mario Beretta
- Eugenio Bersellini
- Ottavio Bianchi
- Tarcisio Burgnich
- Enrico Catuzzi
- Luigi Cevenini
- Loris Dominissini
- Eugenio Fascetti
- Rino Marchesi
- Emiliano Mondonico
- Maino Neri
- Luis Suárez
- Marco Tardelli
- Mario Varglien
- József Viola